# ياسمين فينالدوم
ياسمين فينالدوم (بالهولندية: Yasmin Wijnaldum) (ولدت في 10 يوليو 1998 في امستردام) عارضة أزياء هولندية اشتهرت بصفتها وجه برادا في سن السابعة عشر. كما سارت على المدرج لمصممين مشهورين مثل فالنتينو، كلوي، جيامباتيستا فالي، كينزو، لويفي، ظهرت أول مرة على غلاف مجلة فوج النسخة اليابانية في عام 2017.